# Carl Christoph Traugott Tauchnitz

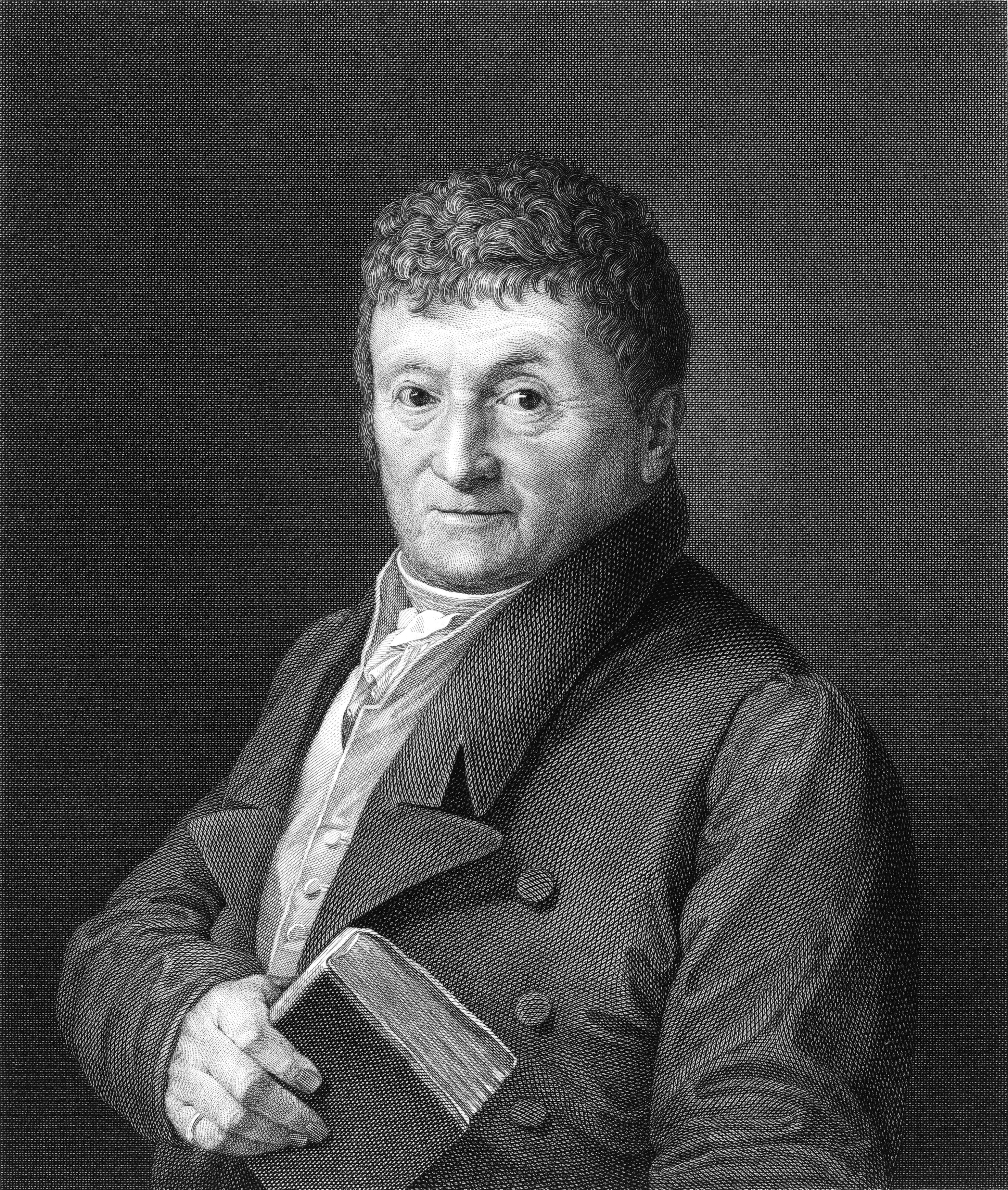
Carl Christoph Traugott Tauchnitz

Carl Christoph Traugott Tauchnitz (* 29. Oktober 1761 in Großbardau; † 14. Januar 1836 in Leipzig; alternativ auch: Karl) war ein deutscher Buchdrucker und Verleger, der besonders durch seine preiswerten Bücher der Sammlung griechischer und lateinischer Klassiker bekannt wurde.

## Leben

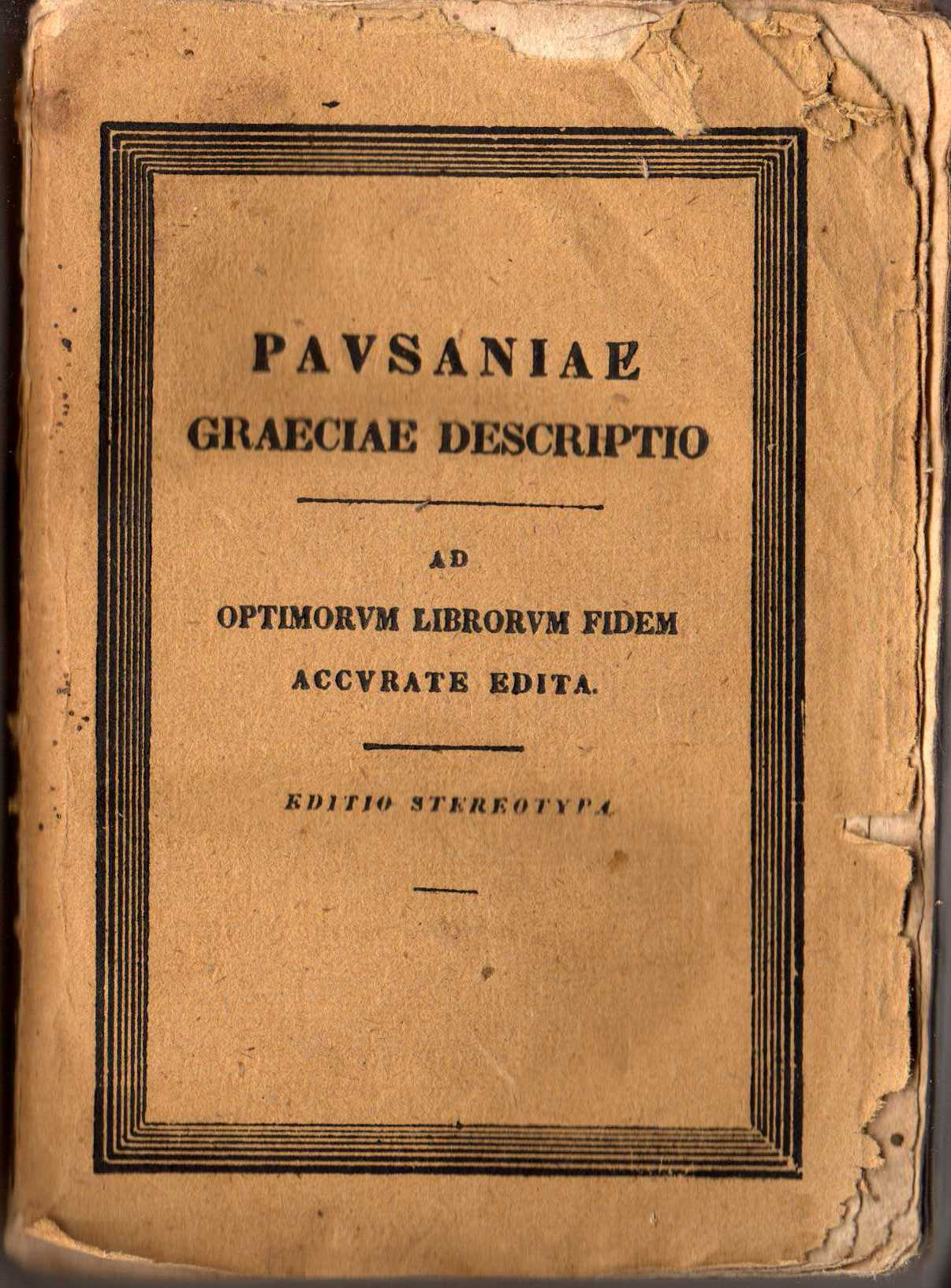
Pausanias-Ausgabe von 1829

Tauchnitz wurde als Sohn eines Lehrers geboren. Sein Wunsch nach einem Studium ließ sich aufgrund der wirtschaftlichen Lage der Familie nicht verwirklichen. 1777 wurde Tauchnitz Lehrling des Buchdruckers Sommer in Leipzig. Später lernte er auch bei dem Typografen und Holzschneidekünstler Unger in Berlin.
1796 gründete Tauchnitz seine eigene Firma. 1800 kam eine Schriftgießerei zur Druckerei hinzu und bald darauf die Verlagsbuchhandlung. Tauchnitz' Unternehmungen waren wirtschaftlich erfolgreich. 1836 starb er in Leipzig und hinterließ die Firma seinem Sohn Carl Christian Philipp Tauchnitz (1798–1884), der sie noch einige Jahre weiterführte, aber von 1844 bis 1865 schrittweise veräußerte.

## Wirken

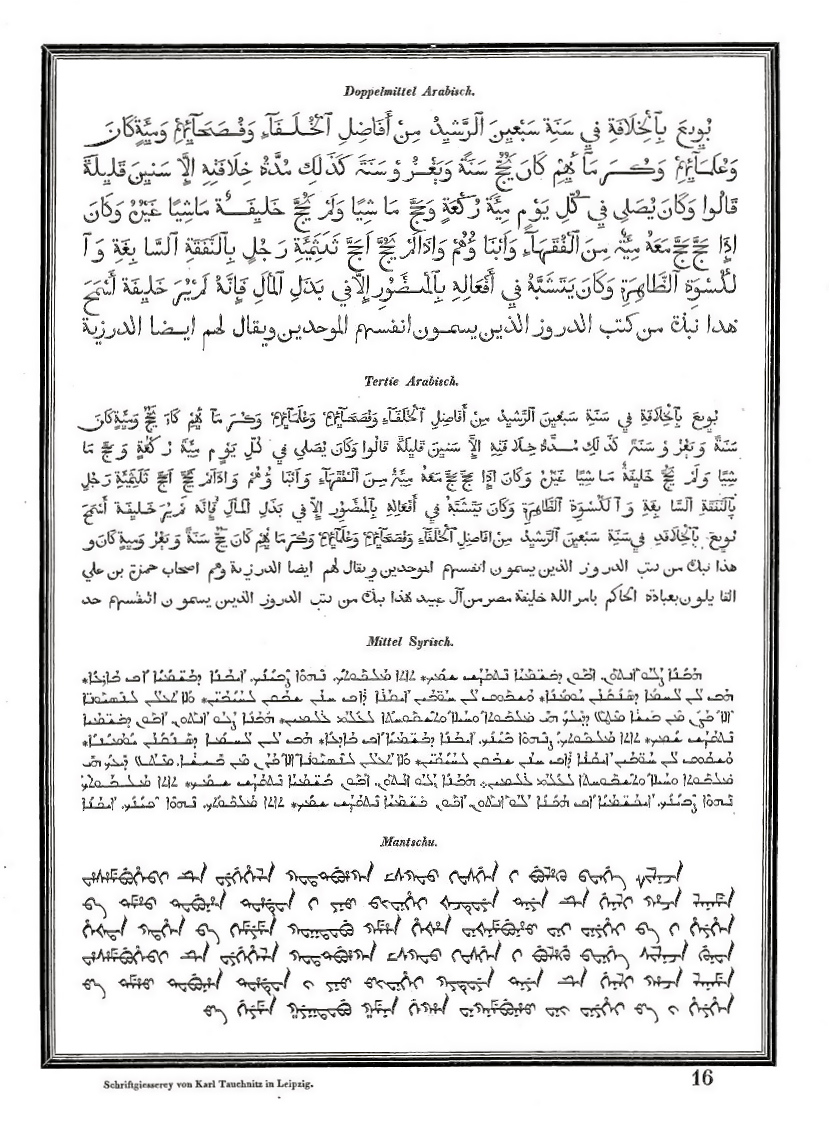
Orientalische Schriftproben von Tauchnitz (1825)

Tauchnitz führte die Buchdrucktechnik der Stereotypie in Deutschland ein und trug damit entscheidend dazu bei, die Preise für Bücher zu senken.
Bedeutsame Akzente Tauchnitz' verlegerischen Werks sind die Kinder- und Jugendliteratur (u. a. Gallerie der unterirdischen Schöpfungswunder, Haushaltung der Menschen unter allen Himmelsstrichen, Das Fabelbuch der kleinen Bildromane); die 1808 begonnene Bücherreihe Sammlung griechischer und lateinischer Klassiker, die wesentliche klassische Autoren der Antike in preiswerten Textausgaben umfasste; und religiöse Werke (u. a. mehrere Bibelausgaben oder Schriften von Johannes Goßner).
Besonders hervorzuheben sind eine hebräische Ausgabe des Alten Testamentes, herausgegeben von August Hahn, eine arabische Ausgabe des Korans, herausgegeben von Gustav Flügel, und die von Julius Fürst vorgelegte Neubearbeitung der hebräischen Bibelkonkordanz von Johann Buxtorf d. Ä.
Tauchnitz' Neffe, Christian Bernhard Tauchnitz gründete 1837 den Bernhard Tauchnitz Verlag, der später durch die Tauchnitz Edition bekannt wurde. Trotz ähnlicher Namen waren die Verlage von Karl Tauchnitz und Bernhard Tauchnitz jedoch stets getrennte Unternehmen.

## Werke
- Proben aus der Schriftgießerei von Karl Tauchnitz in Leipzig. Leipzig 1825 (Digitalisat des Exemplars der Bayerischen Staatsbibliothek mit Anschreiben von Tauchnitz)